# Fontevraud-l'Abbaye
Fontevraud-l'Abbaye [fɔ̃təvʁo labei]  est une commune française située dans le département de Maine-et-Loire, en région Pays de la Loire.
Limitrophe des régions Nouvelle-Aquitaine et Centre-Val de Loire, elle est célèbre pour son abbaye Notre-Dame, nécropole dynastique des Plantagenêts.
La commune est située dans le périmètre du Val de Loire inscrit sur la Liste du patrimoine mondial de l'Unesco.

## Géographie

### Localisation
Cette commune du Saumurois se situe dans l'est du Maine-et-Loire, au sud-est de Saumur.

### Communes limitrophes
Les communes limitrophes sont  Bellevigne-les-Châteaux, Candes-Saint-Martin, Couziers, Montsoreau, Roiffé, Saix, Souzay-Champigny, Turquant et Épieds.

### Toponymie
Anciennement appelée Fontevrault,, elle est connue pour abriter l'abbaye de Fontevraud, l'un des complexes abbatiaux les plus importants d'Europe, au carrefour des départements de Maine-et-Loire, d'Indre-et-Loire et de la Vienne, ainsi que des régions Pays de la Loire, Centre-Val de Loire et Nouvelle-Aquitaine.

### Hydrographie

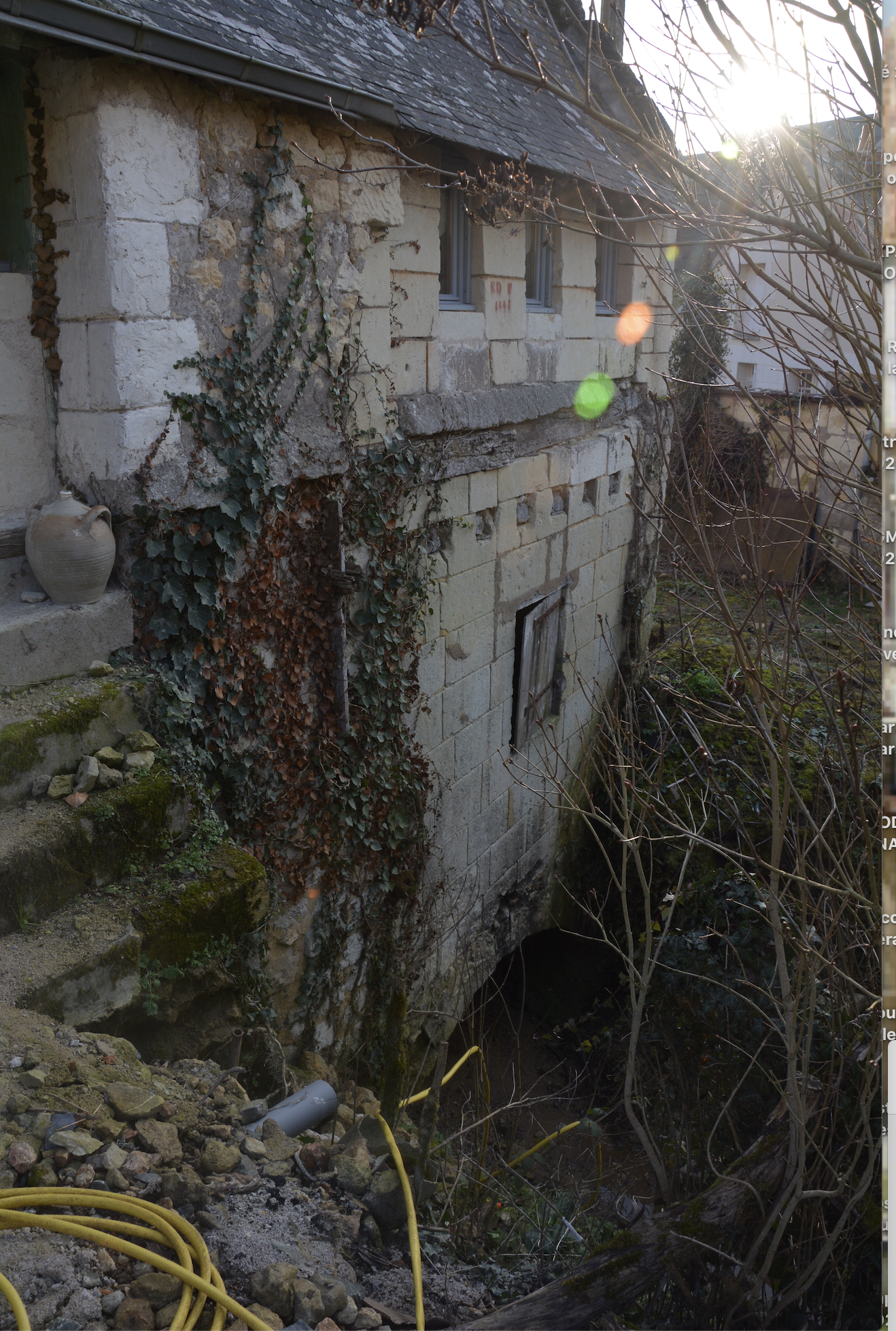
Hydrologie : sous la boucherie l'Arceau évacuant les affluents de l'activité bouchère.

Le site mère de l'ordre de l’Ordre de Fontevraud, un haut lieu monastique s’étend dans une vallée, à la confluence de trois rus dont le principal s’appelle l’Arceau qui se jette en aval directement dans la Loire.
L’Arceau qui passe en souterrain sous la boucherie de l’Abbaye avait comme principale fonction d’évacuer les effluents issus de l’activité bouchère essentiellement destinée à l’alimentation des pèlerins et visiteurs nombreux à l'abbaye.
On trouve aussi toujours en relation avec l’Arceau la fontaine dite de Saint Mainboeuf « en forme de profond réservoir, cette fontaine collecte des eaux, souterraines ou de ruissellement, qui dès lors prennent le nom de source Saint-Mainbœuf, pour alimenter le lavoir des Roches une soixante de mètres en aval, avant de rejoindre l'Arceau ».

### Climat
Pour des articles plus généraux, voir Climat des Pays de la Loire et Climat de Maine-et-Loire.
En 2010, le climat de la commune est de type climat océanique altéré, selon une étude du CNRS s'appuyant sur une série de données couvrant la période 1971-2000. En 2020, Météo-France publie une typologie des climats de la France métropolitaine dans laquelle la commune est dans une zone de transition entre le climat océanique et le climat océanique altéré et est dans la région climatique Moyenne vallée de la Loire, caractérisée par une bonne insolation (1 850 h/an) et un été peu pluvieux.
Pour la période 1971-2000, la température annuelle moyenne est de 11,6 °C, avec une amplitude thermique annuelle de 14,6 °C. Le cumul annuel moyen de précipitations est de 638 mm, avec 10,6 jours de précipitations en janvier et 6,4 jours en juillet. Pour la période 1991-2020, la température moyenne annuelle observée sur la station météorologique de Météo-France la plus proche, sur la commune de Savigny-en-Véron à 8 km à vol d'oiseau, est de 12,6 °C et le cumul annuel moyen de précipitations est de 637,8 mm,. Pour l'avenir, les paramètres climatiques de la commune estimés pour 2050 selon différents scénarios d'émission de gaz à effet de serre sont consultables sur un site dédié publié par Météo-France en novembre 2022.

## Urbanisme

### Typologie
Au 1er janvier 2024, Fontevraud-l'Abbaye est catégorisée bourg rural, selon la nouvelle grille communale de densité à sept niveaux définie par l'Insee en 2022.
Elle est située hors unité urbaine et hors attraction des villes,.

### Occupation des sols
L'occupation des sols de la commune, telle qu'elle ressort de la base de données européenne d’occupation biophysique des sols Corine Land Cover (CLC), est marquée par l'importance des forêts et milieux semi-naturels (52,4 % en 2018), une proportion sensiblement équivalente à celle de 1990 (52,7 %). La répartition détaillée en 2018 est la suivante :
forêts (46,7 %), zones agricoles hétérogènes (24,4 %), zones urbanisées (6,9 %), terres arables (6,5 %), milieux à végétation arbustive et/ou herbacée (5,7 %), zones industrielles ou commerciales et réseaux de communication (5,2 %), prairies (4,6 %). L'évolution de l’occupation des sols de la commune et de ses infrastructures peut être observée sur les différentes représentations cartographiques du territoire : la carte de Cassini (XVIIIe siècle), la carte d'état-major (1820-1866) et les cartes ou photos aériennes de l'IGN pour la période actuelle (1950 à aujourd'hui).

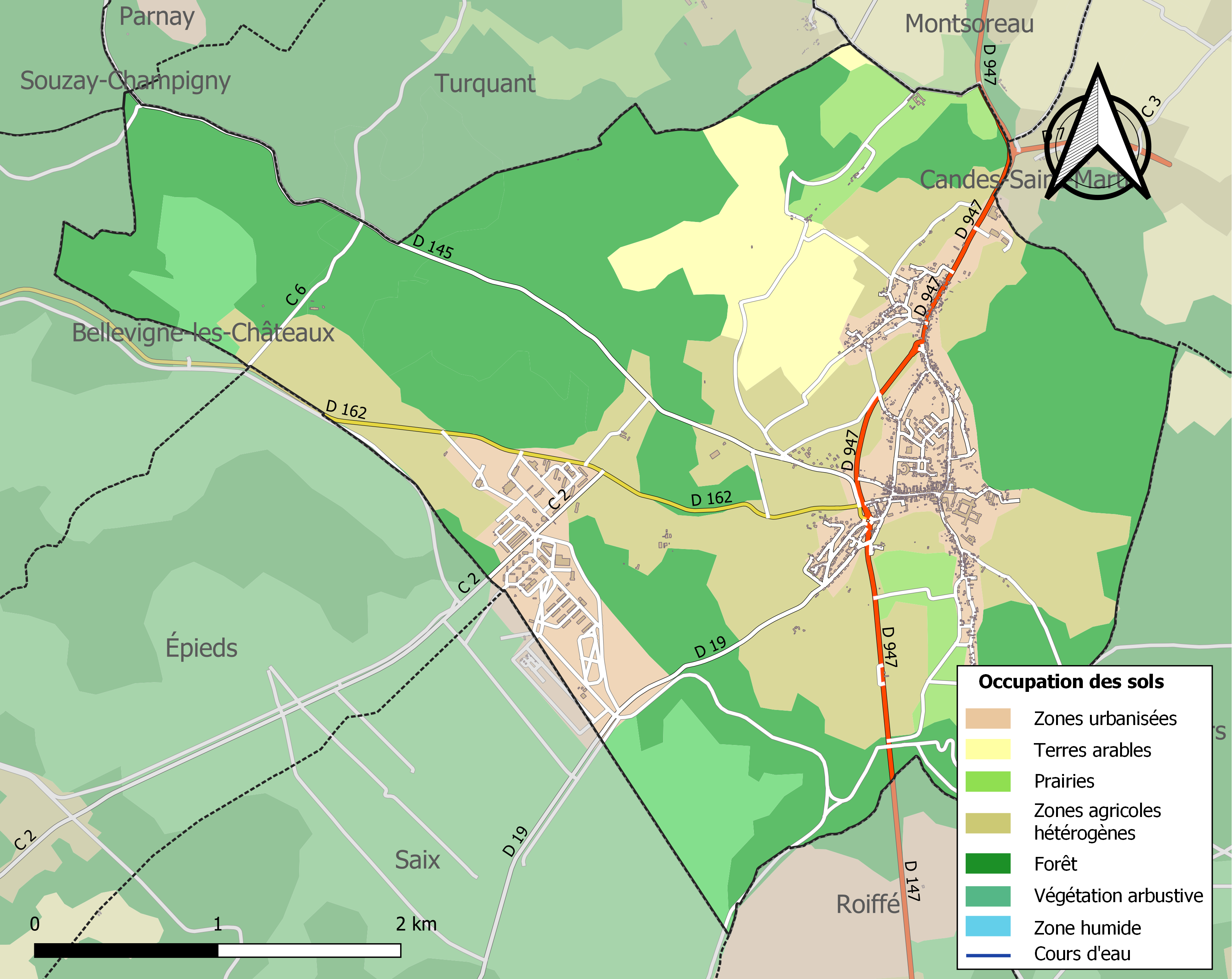
Carte des infrastructures et de l'occupation des sols de la commune en 2018 (CLC).

### Habitat et logement
En 2019, le nombre total de logements dans la commune était de 687, alors qu'il était de 682 en 2014 et de 630 en 2009.
Parmi ces logements, 74,2 % étaient des résidences principales, 11,5 % des résidences secondaires et 14,3 % des logements vacants. Ces logements étaient pour 86 % d'entre eux des maisons individuelles et pour 12,9 % des appartements.
Le tableau ci-dessous présente la typologie des logements à Fontevraud-l'Abbaye en 2019 en comparaison avec celle de Maine-et-Loire  et de la France entière. Une caractéristique marquante du parc de logements est ainsi une proportion de résidences secondaires et logements occasionnels (11,5 %) supérieure à celle du département (3,1 %) et à celle de la France entière (9,7 %). Concernant le statut d'occupation de ces logements, 53,6 % des habitants de la commune sont propriétaires de leur logement (55,6 % en 2014), contre 60,3 % pour le Maine-et-Loire et 57,5 pour la France entière.
| Typologie                                               | Fontevraud-l'Abbaye | Maine-et-Loire | France entière |
| ------------------------------------------------------- | ------------------- | -------------- | -------------- |
| Résidences principales (en %)                           | 74,2                | 90,1           | 82,1           |
| Résidences secondaires et logements occasionnels (en %) | 11,5                | 3,1            | 9,7            |
| Logements vacants (en %)                                | 14,3                | 6,8            | 8,2            |

## Histoire

### Moyen Âge et Renaissance

#### Fondation de l'abbaye
En 1096, Robert d'Arbrissel reçoit du pape Urbain II en visite à Angers, une mission de prédication.
Il s'installe entre 1099 et 1101, avec l'aide de Pierre II, évêque de Poitiers, dans un vallon nommé Fons Ebaudi et entreprend les fondations de l'abbaye.
Le premier protecteur est le seigneur de Montsoreau, Gautier II de Montsoreau ; puis Ermengarde d'Anjou, membre de la famille comtale angevine. Fille de Foulques IV d'Anjou dit le Réchin, elle fait ratifier par son frère, Foulques V d'Anjou, ses dons à l'abbaye de Fontevraud. Elle s'y retire vers 1112.
En 1115, Robert d'Arbrissel fixe les statuts de Fontevraud avec les moniales. La même année, il fait nommer la première abbesse, issue de la noblesse angevine, Pétronille de Chemillé,,,

#### L'essor d'une Abbaye après la mort de Robert d'Arbrissel (autour de 1117)
En 1200, Aliénor d'Aquitaine aussi connue sous le nom d’Éléonore d'Aquitaine ou de Guyenne, se retire à Fontevraud. Elle mourra en 1204 à Poitiers, à l’âge de 82 ans non sans avoir fait installer deux gisants dans l'Abbatiale : celui de son dernier mari Henri II Plantagenêt et celui de son fils bien aimé Richard Cœur de Lion. Son propre gisant la représentant un livre entre les mains, les y rejoindra. L'abbaye royale a abrité un temps dans une salle sise en bordure de la Cour Saint Benoît un tableau donnant des notices utiles sur certaines des Abbesses de l'Ordre fontevriste.
En 1491, Renée de Bourbon (29e abbesse de 1491 au 8 novembre 1534), de sang royal et dite la perle de Fontevraud, accède à la tête de l’abbaye. Il lui sera donné de commencer les travaux de rénovation du cloître et de la Salle capitulaire. Un temps (1490) Abbesse de la Trinité à Caen revint en l’abbaye royale en 1523 pour y être élue Abbesse dont elle fut une des grandes dite « la perle de Fontevraud ». Ce fut aussi la première des cinq Abbesses de Bourbon qui se succédèrent de tante à Nièce de 1491 à 1679. Ce fut une abbesse bâtisseuse (mur de clôture, reconstruction partielle du cloître du Grand Moutier).
De 1534 au 21 septembre 1575, les travaux initiés par Renée de Bourbon seront achevés par la 30e abbesse Louise de Bourbon de Lavedan.
En 1670, une abbesse érudite, Marie-Madeleine de Rochechouart dite Marie-Madeleine Gabrielle Adélaïde de Rochechouart de Mortemart, sœur de Madame de Montespan, surnommée la reine des Abbesses est nommée 34e abbesse de l'Ordre par Louis XIV.

### Temps modernes

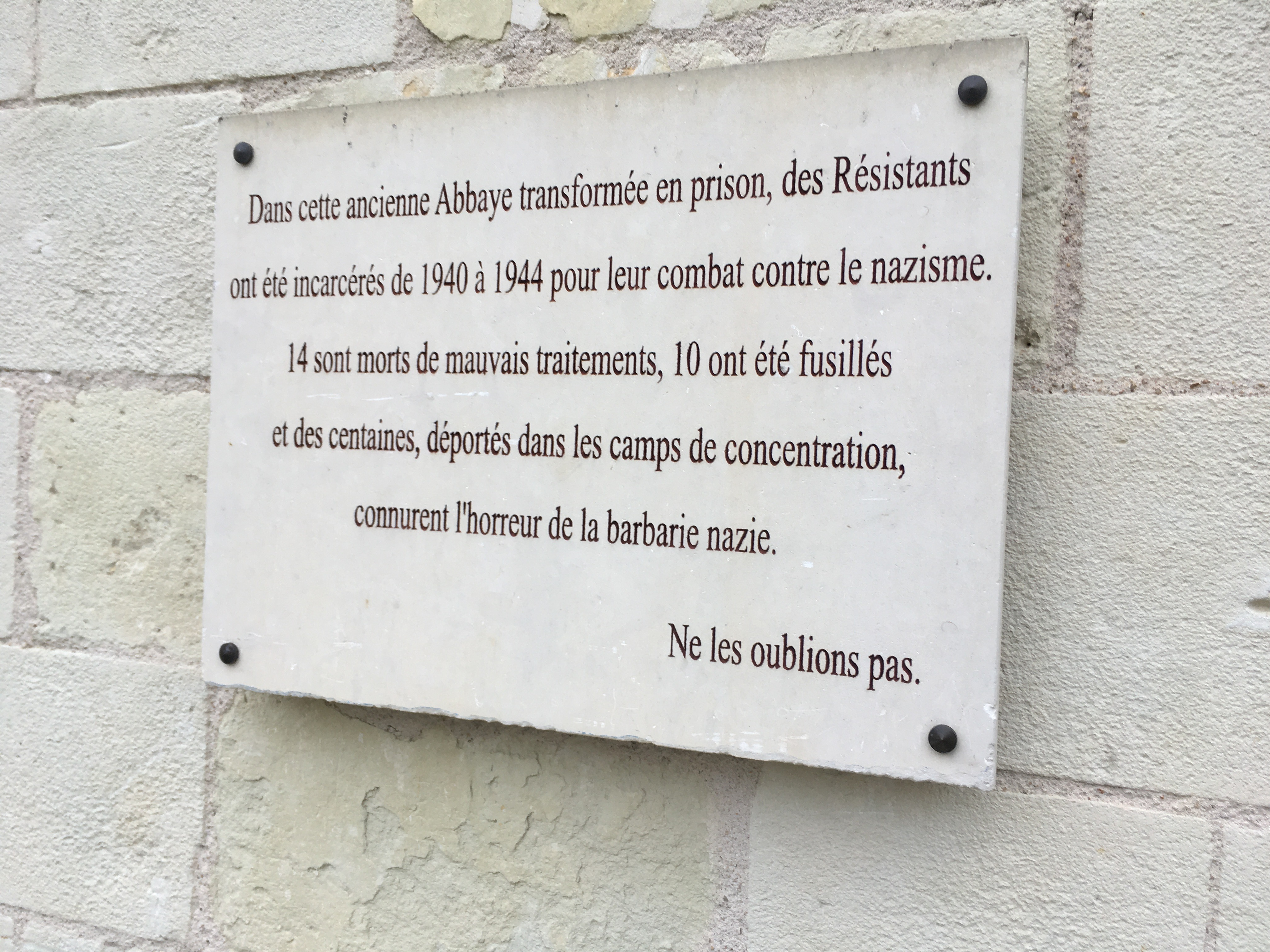
De l'abbaye à la prison. Histoire de deux enfermements.

Sur la Carte de Cassini représentant la France entre 1756 et 1789, le village est identifié sous le nom de « FontEvrauld ».
La Révolution française porte un coup d'arrêt définitif à l'établissement religieux qui se transforme en établissement pénitentiaire jusqu'en 1963.
Le 18 octobre 1804 (26 vendémiaire An XIII), Napoléon Ier signe un décret qui transforme l'abbaye en établissement de la détention destiné à accueillir les détenus de plusieurs départements du Val de Loire et de la France de l'Ouest, ainsi que celles de la Maison centrale de Clairvaux et du Mont Saint-Michel.
Au titre de l'insolite mentionnons que Jean Genet qui pourtant ne fut jamais incarcéré dans la Centrale de Fontevraud a pu dire d'elle que " de toutes les centrales de France, Fontevrault est la plus troublante, c'est elle qui m'a donné la plus forte impression de détresse et de désolation"

### Époque contemporaine

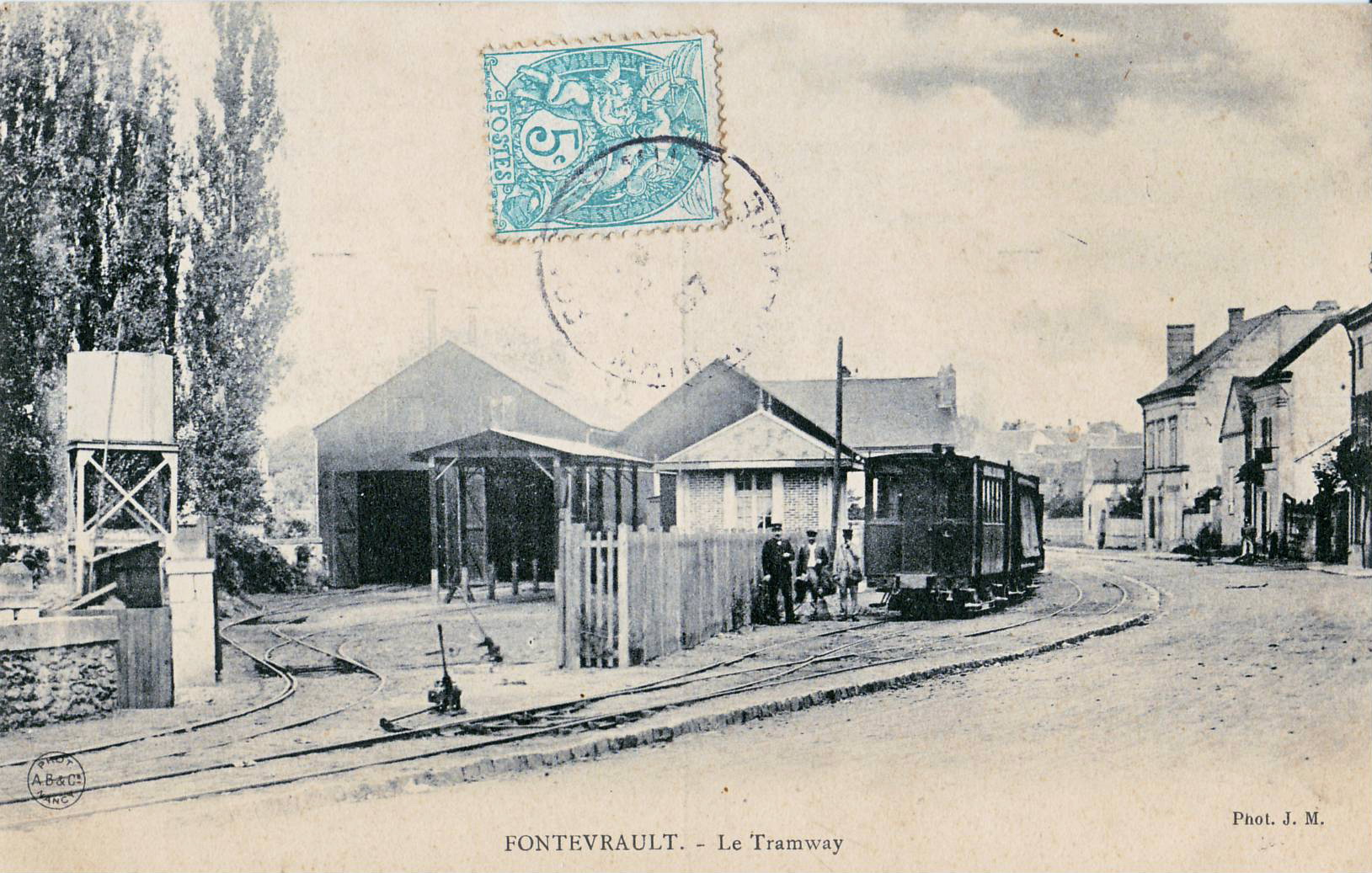
Le tramway de Saumur à Fontevraud.

Quelques années après la première Guerre mondiale, il fut érigé en août 1921 un Monument aux morts, portant l'inscription inscrite sur le piédestal "CE MONUMENT A ÉTÉ ÉRIGÉ PAR UNE SOUSCRIPTION PUBLIQUE/ COMMUNE DE FONTEVRAULT RECONNAISSANTE'" -  Monument inauguré le 4 septembre 1921-. La destruction des aménagements des bâtiments pénitentiaire ayant été achevée, l'Ancien Prieuré de la Madeleine fut évacué en dernier par des détenus affectés à cet efet, les lieux sont rendus à la vie civile en 1985.
La commune fut reliée de 1894 à 1929 à Saumur par le Tramway de Saumur.

## Politique et administration

### Intercommunalité
La commune est membre de la communauté d'agglomération Saumur Val de Loire.

### Tendances politiques et résultats
| Élection                                | Inscrits | Abstentions   | Votants       | Blancs et nuls | Exprimés      | Résultat                                                         |
| --------------------------------------- | -------- | ------------- | ------------- | -------------- | ------------- | ---------------------------------------------------------------- |
| Référendum 1992 (Maastricht)            | 717      | 197 (27,48 %) | 520 (72,52 %) | 20 (3,85 %)    | 500 (96,15 %) | OUI : 233 (46,60 %) - NON : 267 (53,40 %)                        |
| Européennes 2004                        | 871      | 475 (54,54 %) | 396 (45,46 %) | 10 (2,53 %)    | 386 (97,47 %) |                                                                  |
| Référendum 2005                         | 848      | 243 (28,66 %) | 605 (71,34 %) | 8 (1,32 %)     | 597 (98,68 %) | OUI : 254 (42,55 %) - NON : 343 (57,45 %)                        |
| Présidentielle 2007                     | 904      | 162 (17,92 %) | 742 (82,08 %) | 27 (3,64 %)    | 715 (96,36 %) | Nicolas Sarkozy : 413 (57,76 %) - Ségolène Royal : 302 (42,24 %) |
| Municipales 2008 (15 sièges à pourvoir) | 874      | 309 (35,35 %) | 565 (64,65 %) | 13 (1,49 %)    | 552 (63,16 %) | Nouveau maire                                                    |

### Administration municipale
| Période                                  | Période                       | Identité                   | Étiquette | Qualité                                                                       |
| ---------------------------------------- | ----------------------------- | -------------------------- | --------- | ----------------------------------------------------------------------------- |
| 1790                                     |                               | Jean ou Alexandre Guerrier |           | Curé                                                                          |
| 1790                                     | 1791                          | A. Serin                   |           |                                                                               |
| 1791                                     |                               | Pierre Moreau              |           |                                                                               |
| an IV                                    |                               | Pierre Piédoys             |           |                                                                               |
| an IX                                    |                               | Pierre Pouillé             |           |                                                                               |
| an XIV                                   |                               | Coutelle                   |           |                                                                               |
| 1808                                     |                               | Martin Barbin              |           |                                                                               |
| 1812                                     |                               | Charles Drouin             |           |                                                                               |
| 2 février 1815                           |                               | Hudault                    |           |                                                                               |
| avril 1815                               |                               | Joseph Hubert              |           |                                                                               |
| 12 juillet 1815                          |                               | Hudault                    |           |                                                                               |
| 17 novembre 1815                         |                               | Touché                     |           |                                                                               |
| 1816                                     |                               | Julien Rio                 |           |                                                                               |
| 1846                                     |                               | Eugène Hudault             |           |                                                                               |
| 1863                                     |                               | Besnard                    |           |                                                                               |
| 1865                                     |                               | Fouquet                    |           |                                                                               |
| 1867                                     |                               | Vacher                     |           |                                                                               |
| 1878                                     |                               | Ad. Roulleau               |           |                                                                               |
| 1881                                     |                               | Jules Palustre             |           |                                                                               |
| 1888                                     |                               | Claude Péramy              |           |                                                                               |
| 1892                                     |                               | Jules Palustre             |           |                                                                               |
| 1900                                     |                               | Auguste Trudeau            |           |                                                                               |
| 1908                                     |                               | Alexis Trudeau             |           |                                                                               |
| 1932                                     |                               | Edmond de Jouslard         |           |                                                                               |
| 1935                                     |                               | Athanase Papineau          |           |                                                                               |
| 1945                                     |                               | Louis Gaude                |           |                                                                               |
| 1959                                     |                               | Louis Poulalion            |           |                                                                               |
| mars 1977                                | mars 2008                     | Dominique Dauge,           | DVD       |                                                                               |
| mars 2008                                | mai 2020                      | Régine Catin               | LR        | secrétaire de mairie Conseillère régionale des Pays de la Loire (2015 → 2021) |
| mai 2020                                 | En cours (au 2 décembre 2021) | Sandrine Lion              |           | Mère au foyer Vice-présidente de la CA Saumur Val de Loire (2020 → )          |
| Les données manquantes sont à compléter. |                               |                            |           |                                                                               |

## Équipements et services publics

### Santé
La commune dispose d'un médecin, d'un kinésithérapeute, d'une pharmacie et d'une maison de retraite[réf. nécessaire].

### Enseignement
Une école maternelle et une école élémentaire sont présentes à Fontevraud-l'Abbaye, ainsi qu'une cantine scolaire et une garderie périscolaire[réf. nécessaire].

## Population et société

### Démographie

#### Évolution démographique
L'évolution du nombre d'habitants est connue à travers les recensements de la population effectués dans la commune depuis 1793. Pour les communes de moins de 10 000 habitants, une enquête de recensement portant sur toute la population est réalisée tous les cinq ans, les populations de référence des années intermédiaires étant quant à elles estimées par interpolation ou extrapolation. Pour la commune, le premier recensement exhaustif entrant dans le cadre du nouveau dispositif a été réalisé en 2008.

En 2022, la commune comptait 1 477 habitants, en évolution de −3,59 % par rapport à 2016 (Maine-et-Loire : +2,12 %, France hors Mayotte : +2,11 %).
| 1793  | 1800  | 1806  | 1821  | 1831  | 1836  | 1841  | 1846  | 1851  |
| ----- | ----- | ----- | ----- | ----- | ----- | ----- | ----- | ----- |
| 1 798 | 1 467 | 1 349 | 2 776 | 1 569 | 1 675 | 3 639 | 3 596 | 3 631 |

| 1856  | 1861  | 1866  | 1872  | 1876  | 1881  | 1886  | 1891  | 1896  |
| ----- | ----- | ----- | ----- | ----- | ----- | ----- | ----- | ----- |
| 4 225 | 3 394 | 3 581 | 3 449 | 3 368 | 2 531 | 2 827 | 2 698 | 2 853 |

| 1901  | 1906  | 1911  | 1921  | 1926  | 1931  | 1936  | 1946  | 1954  |
| ----- | ----- | ----- | ----- | ----- | ----- | ----- | ----- | ----- |
| 2 302 | 2 156 | 2 248 | 2 286 | 1 788 | 1 581 | 1 703 | 2 549 | 1 994 |

| 1962  | 1968  | 1975  | 1982  | 1990  | 1999  | 2006  | 2008  | 2013  |
| ----- | ----- | ----- | ----- | ----- | ----- | ----- | ----- | ----- |
| 1 901 | 1 198 | 1 105 | 1 118 | 1 108 | 1 189 | 1 497 | 1 503 | 1 546 |

| 2018  | 2022  | - | - | - | - | - | - | - |
| ----- | ----- | - | - | - | - | - | - | - |
| 1 540 | 1 477 | - | - | - | - | - | - | - |

#### Pyramide des âges
La population de la commune est relativement jeune.
En 2018, le taux de personnes d'un âge inférieur à 30 ans s'élève à 47,0 %, soit au-dessus de la moyenne départementale (37,2 %). À l'inverse, le taux de personnes d'âge supérieur à 60 ans est de 24,8 % la même année, alors qu'il est de 25,6 % au niveau départemental.
En 2018, la commune comptait 861 hommes pour 679 femmes, soit un taux de 55,91 % d'hommes, largement supérieur au taux départemental (48,63 %).
Les pyramides des âges de la commune et du département s'établissent comme suit.
| Hommes | Classe d’âge | Femmes |
| ------ | ------------ | ------ |
| 0,8    | 90 ou +      | 3,7    |
| 6,3    | 75-89 ans    | 11,8   |
| 12,1   | 60-74 ans    | 16,5   |
| 12,1   | 45-59 ans    | 16,9   |
| 15,1   | 30-44 ans    | 12,5   |
| 43,1   | 15-29 ans    | 21,8   |
| 10,6   | 0-14 ans     | 16,8   |

| Hommes | Classe d’âge | Femmes |
| ------ | ------------ | ------ |
| 0,9    | 90 ou +      | 2,1    |
| 7      | 75-89 ans    | 9,5    |
| 16,2   | 60-74 ans    | 16,9   |
| 19,4   | 45-59 ans    | 18,7   |
| 18,2   | 30-44 ans    | 17,5   |
| 18,8   | 15-29 ans    | 17,6   |
| 19,5   | 0-14 ans     | 17,6   |

## Économie
Sur 58 établissements présents sur la commune à fin 2010, 9 % relèvent du secteur de l'agriculture (pour une moyenne de 17 % sur le département), 9 % du secteur de l'industrie, 7 % du secteur de la construction, 59 % de celui du commerce et des services et 17 % du secteur de l'administration et de la santé. Cinq ans plus tard, en 2015, sur les 85 établissements présents, 5 % relèvent du secteur de l'agriculture (pour une moyenne de 11 % sur le département), 8 % du secteur de l'industrie, 8 % de celui de la construction, 69 % du secteur du commerce et des services et 9 % de celui de l'administration et de la santé.
La commune accueille également le camp d'exercice de l'école d'application de l'arme blindée et cavalerie et le 2e régiment de dragons – nucléaire, biologique et chimique (2e RD-NBC).

## Culture locale et patrimoine

### Lieux et monuments
- L'abbaye royale de Fontevraud et son prieuré Saint-Lazare.
- Chapelle funéraire Sainte Catherine : « D'un esprit encore roman par certains aspects (volumétrie, conception architecturale, voire symbolique), cette chapelle présente l'une des voûtes les plus complexes du gothique angevin »[43],[44].
- Chapelle Notre-Dame-de-Pitié[45].
- Église Saint-Michel.
- Prieuré Sainte Marie Madeleine, dont il ne reste que des ruines, construit entre 1426 et 1489.
- La Mairie-Halles : 
Le projet proposé en 1874 à la municipalité par Francisque Masson[46], architecte, né en 1847, architecte de la maison centrale de détention de Fontevraud, consiste donc en l'édification d'un bâtiment qui puisse abriter à la fois la mairie et de nouvelles halles. Ce projet impose l'expropriation  de deux maisons voisines, démolies, et la mairie-halle est réalisée entre 1875 et 1881.
Le bâtiment connait ensuite des transformations : dès 1885-1886, les piliers de pierre des halles sont remplacés par des poteaux de fonte.
Dans les années 1970, l'espace voué aux halles est tout d'abord transformé en une salle des fêtes, puis l'administration municipale occupe l'intégralité du bâtiment et, dans la foulée, une maison mitoyenne, au nord-ouest, est aussi acquise en guise d'extension de la mairie[47]

- Cimetière : 
Dominant largement le bourg, l’ancien cimetière a été implanté en lieu et place du prieuré masculin de l’Ordre de Fontevraud, le prieuré Saint-Jean de l’Habit détruit lors de la Révolution française et dont il ne subsiste plus rien. Il avait vocation à remplacer le cimetière initial du bourg (2 ha) situé en bordure de la clôture abbatiale, et englobant l’actuelle lanterne des morts sise allée Sainte Catherine[48].
Les terrains acquis par la commune, d’une superficie initiale de  4 432 m2, ont fait l’objet de travaux pour établir une rampe d'accès, depuis ce qui est aujourd'hui la rue Saint-Jean-de-l'Habit. L’histoire de ce champ de repos ne s’arrête pourtant pas là à raison de l’importante mortalité — et même sur mortalité  carcérale — imputable à la maison centrale de Fontevraud[49], inaugurée en cette même année le 3 août 1814. Le Conseil municipal doit l'agrandir dès 1833. Il en résulte un partage du nouveau cimetière en quatre parties, une croix dite des bagnards occupant le centre de ce nouvel aménagement. Le mur d’enceinte et le calvaire du cimetière des Détenus parfois nommé aussi croix des bagnards ont été restaurés grâce à la Fondation du patrimoine[50].

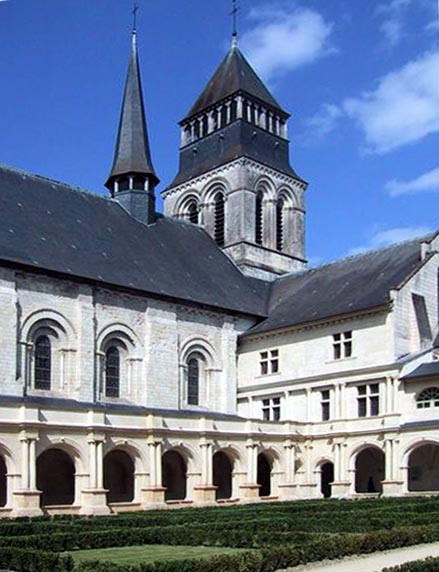
Le cloître de l'abbaye.
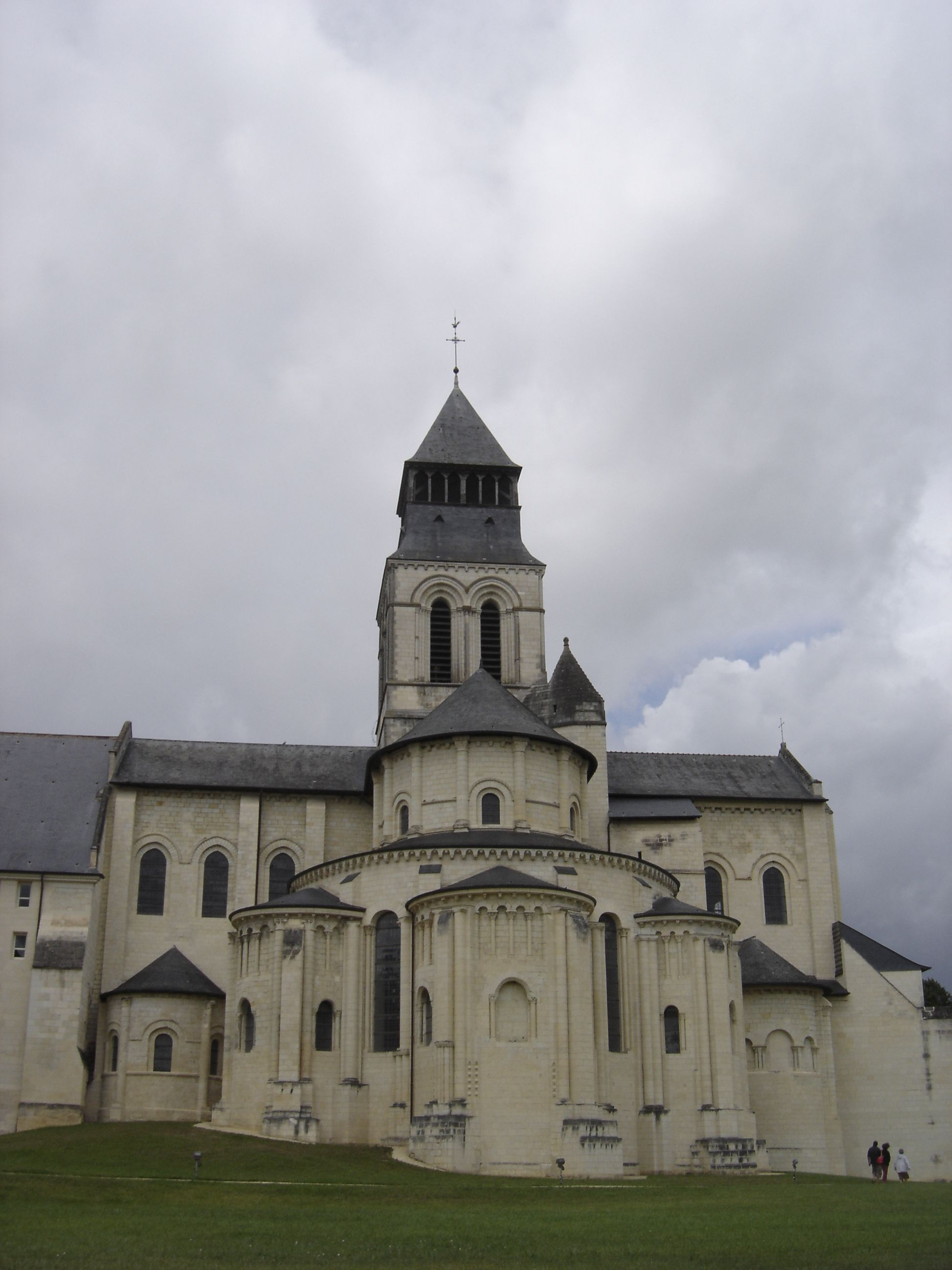
L'église abbatiale.
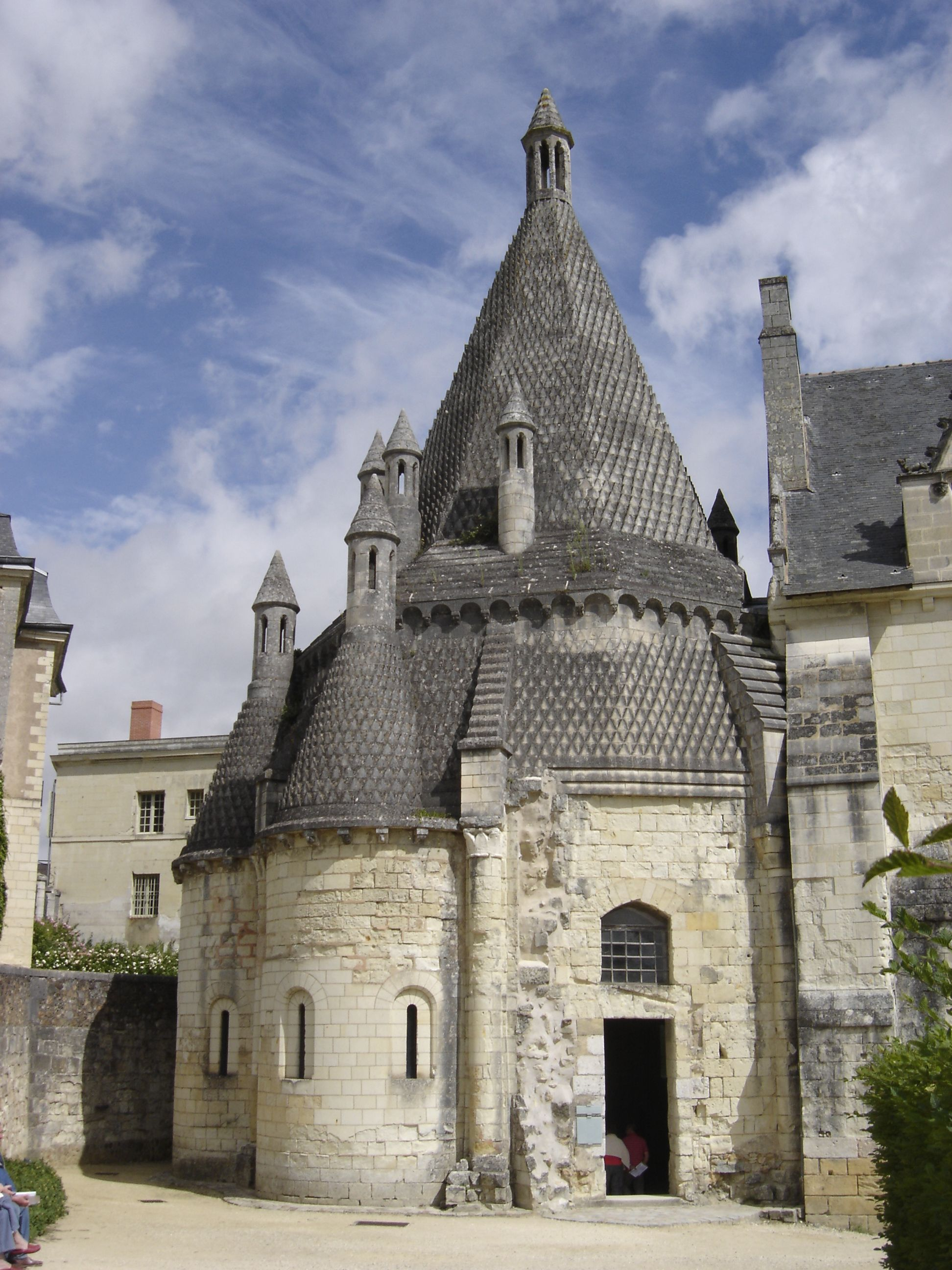
Les cuisines de l'abbaye.
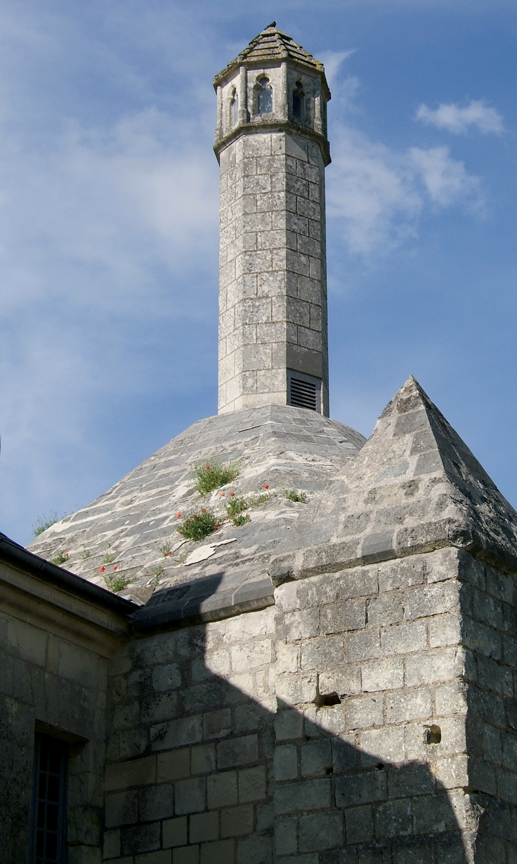
La lanterne des morts sur la chapelle Sainte-Catherine.

### Spécialités gastronomiques
La Gouline, tourte angevine à base de pâte feuillétée, rillauds (porc), échalottes, tomme d'Anjou, chenin blanc.
Le Crémet d'Anjou, dessert à base de crème, fromage blanc, fruits (il existe autant de recettes que de villages en Anjou !).
Le Macaron de Fontevraud, macaron à l'ancienne à base d'amandes.